# 生死關頭 (2005年電影)
《生死關頭》（英語：The Proposition）是一部2005年澳大利亞西部片，為約翰·希爾寇特執導，尼克·凱夫編劇和配樂。由蓋·皮爾斯、雷·溫斯頓、艾蜜莉·華森、丹尼·休斯頓、大衛·溫漢和約翰·赫特主演。電影的製作於2004年完成，於	2005年10月6日在澳大利亞廣泛發行，由第一印象工作室定於2006年6月9日在美國上映。

## 劇情
19世紀末的澳洲荒野，史丹利隊長率領手下逮捕伯恩四兄弟當中的查理和麥克。四兄弟所率領的幫派涉嫌攻擊霍普金斯農莊，並在強暴霍普金斯夫人之後殺害所有家族成員，而四兄弟中的大哥亞瑟，也是幫派領袖，在兩個弟弟被抓走後帶領所有人躲進山中。而為了恢復原有的秩序和平合，史丹利向查理提出了一項協議：只要查理在九天內殺了亞瑟，就能保住自己和麥克的性命...。

## 演員
- 蓋·皮爾斯 飾 查理·伯恩（Charlie Burns）
- 雷·溫斯頓 飾 莫里斯·史丹利隊長（Captain Morris Stanley）
- 艾蜜莉·華森 飾 瑪莎·史丹利（Martha Stanley）
- 丹尼·休斯頓 飾 亞瑟·伯恩（Arthur Burns）
- 大衛·溫漢 飾 伊登·弗萊屈（Eden Fletcher）
- 李察·威爾森 飾 麥克·伯恩（Mike Burns）
- 約翰·赫特 飾 傑羅·拉姆（Jellon Lamb）
- 諾亞·泰勒 飾 布萊恩·歐萊利（Brian O'Leary）

## 反響
爛番茄新鮮度87%，Metacritic得分73，電影獲得一致好評。

## 外部連結
- 互联网电影数据库（IMDb）上《The Proposition》的资料（英文）
- 爛番茄上《The Proposition》的資料（英文）
- AllMovie上《The Proposition》的资料（英文）
- InFilm Australia review
- The Proposition at the National Film and Sound Archive[永久]
- Full Cast Credits at IMDb